# Setra ComfortClass
Setra ComfortClass är en serie turistbussar tillverkade av tyska Daimler Buses under varumärket Setra sedan 1991. Modellen tillverkades tidigare av Karl Kässbohrer Fahrzeugwerke (1991-1995).
Den första ComfortClass-modellen introducerades 1991 som en del av 300-serien. ComfortClass var menad som en medelklass mellan flaggskeppsmodellen TopClass och lågbudgetmodellen MultiClass. Sedan lanseringen 1991 har även två ytterligare generationer släppts, 400-serien år 2004 och 500-serien år 2012 som är i produktion än idag.